# Gau Weser-Ems

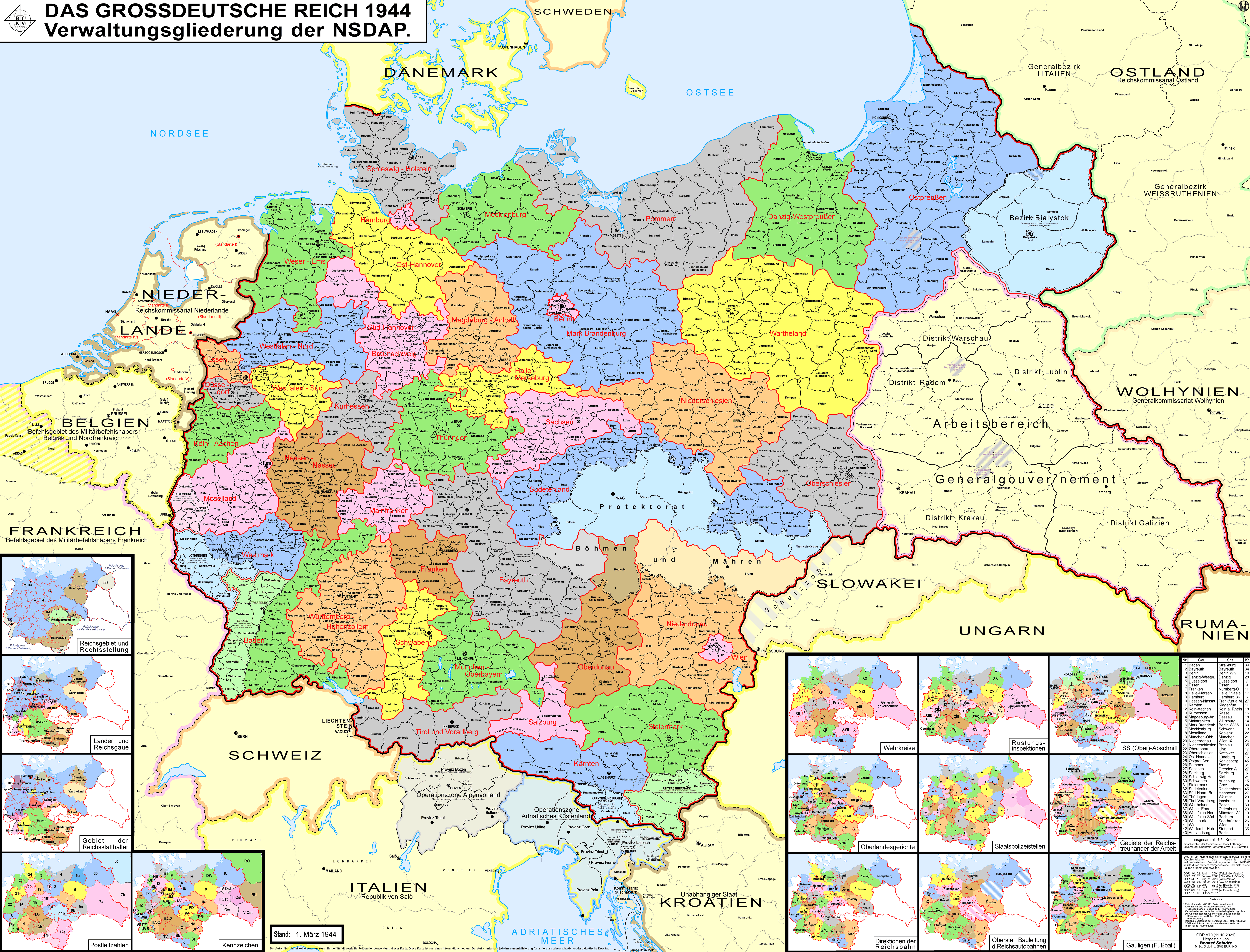
Gaue des Deutschen Reiches 1944

Der Gau Weser-Ems war eine Verwaltungseinheit der Nationalsozialistischen Deutschen Arbeiterpartei (NSDAP).

## Geschichte und Struktur
Der (Partei)-Gau entstand im Zuge der Gau-Neugliederungen am 1. Oktober 1928. Durch die Umstrukturierung sollte der Gau deckungsgleich mit dem Gebiet des Reichstagswahlkreises 14 werden. Der Gau umfasste den Regierungsbezirk Aurich und Regierungsbezirk Osnabrück, vom Freistaat Oldenburg den Landesteil Oldenburg sowie die Freie Hansestadt Bremen. Auf der staatlichen Ebene stand dem Gauleiter ab 1933 gegenüber der Oberpräsident der preußischen Provinz Hannover, während der Gauleiter in Personalunion zugleich der Reichsstatthalter für Bremen und Oldenburg war. In Oldenburg wurde Georg Joel Ministerpräsident. Mit dem Gesetz über den Neuaufbau des Reichs vom 30. Januar 1934 wurde Bremen dem Gau Weser-Ems unter einem Reichsstatthalter zugeschlagen und verlor damit seine Eigenständigkeit. Der NSDAP-Kreisleiter in Bremen ab März 1933, Paul Wegener, stieg 1942 zum Gauleiter von Weser-Ems auf. 
Der Sitz der Gauleitung war in der Stadt Oldenburg (Oldb), Ratsherr-Schulze-Straße im Adolf-Hitler-Haus.
In der Gauleitung waren 
- Gauleiter Carl Röver (1. Oktober 1928 – 15. Mai 1942)
- Gauleiter Paul Wegener (26. Mai 1942 – April 1945)
- Stellvertreter Heinz Spangemacher (1. Oktober 1928 – 1932)
- Stellvertreter Georg Joel (Aug. 1932 – 1945)

Der spätere Reichshauptamtsleiter Heinrich Walkenhorst war Gauorganisationsleiter und Amtsleiter des Gaustabs der NSDAP in Oldenburg, damit der „Sekretär“ des Gauleiters. Gauinspektor waren Jacques Groeneveld und Erich Drescher (beide zugleich Reichstagsabgeordnete), Gauwirtschaftsberater der Fabrikant Hermann Fromm.
Gauführerschulen bestanden in Pewsum (Manningaburg) und in Bremen-Lesum (Haus Krähnholm), wobei Röver eine Schule auf dem Bookholzberg im Stedingerland bauen wollte, wo 1934 ein Freilichttheater eröffnet wurde. In Bad Essen bestand für den südlichen Teil eine weitere Gauführerschule.
Innerhalb des Gaus Weser-Ems wurde analog zum Hauptamt für Technik in der NSDAP ein Gauamt für Technik aufgebaut. Carl Röver beauftragte 1940 Friedrich Gerking mit der Leitung des Amts. Ab 1942 folgte ein Dr. Hopf.

## Einzelbelege
1. ↑  Stadtgeschichtliche Ereignisse, Die Jahre 1933 bis 1945. Stadt Oldenburg, 14. August 2023, abgerufen am 23. August 2023.
2. ↑  Der Landkreis Wittlage